# PZL.23 Karaś
Il PZL.23 Karaś era un bombardiere leggero e ricognitore prodotto dall'azienda polacca Państwowe Zakłady Lotnicze (PZL) negli anni trenta ed impiegato principalmente dalle Siły Powietrzne, l'aeronautica militare polacca, durante l'invasione tedesca del settembre 1939.
Era un aereo con ala monoplana e carrello d'atterraggio fisso, in grado di trasportare 700 kg di bombe ma con una velocità massima di poco oltre i 300 km/h. Ampiamente diffuso nell'aviazione polacca, era tuttavia troppo vulnerabile per sopravvivere ai tedeschi.

## Storia del progetto
Nel 1931 la Państwowe Zakłady Lotnicze (PZL) decise di progettare un nuovo velivolo che fosse in grado di sostituire nel servizio gli oramai obsoleti pari ruolo biplani Breguet Bre 19 e Potez 25 di produzione francese.
Il progetto venne affidato a Stanisław Prauss, già autore di alcuni modelli da trasporto civile rimasti allo stadio di prototipo, che decise di sviluppare il precedente PZL.13, un aereo di linea con scompartimento passeggeri a sei posti rimasto incompiuto, per adattarlo al nuovo ruolo. Il nuovo modello era caratterizzato da un aspetto moderno, un velivolo di costruzione interamente metallica con ali di nuova concezione tecnologica che abbandonava la classica a longheroni, introdotta per la prima volta con il PZL.19. Il primo prototipo, che assunse la designazione P.23/I, venne portato in volo per la prima volta il 1º aprile 1934, seguito a breve dal secondo prototipo, il P.23/II al quale, al fine di migliorare la visibilità anteriore, venne abbassato il motore.
Il terzo prototipo, il P.23/III terminato nel 1935, venne ulteriormente modificato innalzando il sedile di guida. Quest'ultimo venne valutato positivamente ed avviato alla produzione in serie con il nome Karaś (in polacco: carassio). La prima serie, PZL.23A venne equipaggiata con un motore radiale Bristol Pegasus IIM2 da 670 hp (500 kW) prodotto in Polonia su licenza. L'inaffidabilità dimostrata da questo propulsore costrinse a pianificare una seconda versione, la definitiva PZL.23B, che utilizzò un nuovo Pegasus VIII da 720 hp (537 kW).
Il velivolo aveva un'impostazione convenzionale, monoplano ad ala bassa a sbalzo, di costruzione interamente metallica sia nella struttura che nel rivestimento. L'equipaggio era costituito da tre membri, pilota, puntatore e mitragliere di coda. La postazione del puntatore era ricavata in una gondola situata sotto la fusoliera dove trovava posto anche una mitragliatrice da difesa. Il carrello d'atterraggio era fisso, dotato di carenatura su gambe di forza e ruote per una migliore penetrazione aerodinamica, ma che ne pregiudicava l'utilizzo su aeroporti non preparati. Il carico bellico da caduta era collocato su attacchi subalari: la portata massima era di 700 kg distribuita su sei bombe da 100 kg più due da 50 kg. Il velivolo era equipaggiato con un motore radiale raffreddato ad aria, un Bristol Pegasus IIM2 (570 hp (425 kW) nominali, 670 hp (500 kW) massimi) sul PZL.23A, un Pegasus VIII (650 hp (485 kW) nominali, 720 hp (537 kW) massimi) sul PZL.23B, entrambi abbinati ad un'elica bipala.
La Bristol concesse la licenza di utilizzo solo per i velivoli destinati ad essere utilizzati in Polonia, per cui gli esemplari destinati al mercato estero vennero equipaggiati con il Gnome-Rhône 14K Mistral Major, motorizzazione già utilizzata in altri modelli PZL. Questi, che introdussero anche altre piccole modifiche, assunsero la diversa designazione PZL.43 Karaś. L'ultimo sviluppo destinato all'esportazione, basato sul PZL.23A, venne equipaggiato con un radiale Gnome-Rhône 14N-01 da 1 200 hp. In totale furono realizzati 52 PZL.43 tutti destinati al Regno di Bulgaria. In quella configurazione le prestazioni migliorarono sensibilmente permettendo al modello di raggiungere i 365 km/h.
Nel 1936 vennero prodotti un totale di 40 PZL.23A seguiti, tra il tardo 1936 ed il febbraio 1938, da 210 PZL.23B, citati alle volte come Karaś A e B o Karaś I e II. Tutti i PZL.23 acquisirono la matricola militare da 44.1 a 44.250. Alle volte si trova citato come "PZL P.23", ma nonostante l'abbreviazione P.23 fosse stata dipinta sull'impennaggio, la lettera "P" venne generalmente riservata ai caccia disegnati da Pulawski (come il PZL P.11). Nel novembre 1936 un esemplare venne esposto al Salone dell'aeronautica di Parigi dove registrò l'interesse del pubblico.
Durante questo periodo la PZL realizzò il PZL.46 Sum, un nuovo bombardiere leggero in parte basato sul progetto PZL.23, ma il modello non superò lo stadio di sviluppo iniziale e la produzione si attestò su due soli prototipi realizzati nel 1938. Venne inoltre realizzato un nuovo sviluppo caratterizzato dall'impennaggio bideriva e dalla gondola ventrale retrattile nella fusoliera, il PZL.42. Realizzato in un unico esemplare, anche quest'ultimo non superò la fase di prototipo.

## Impiego operativo

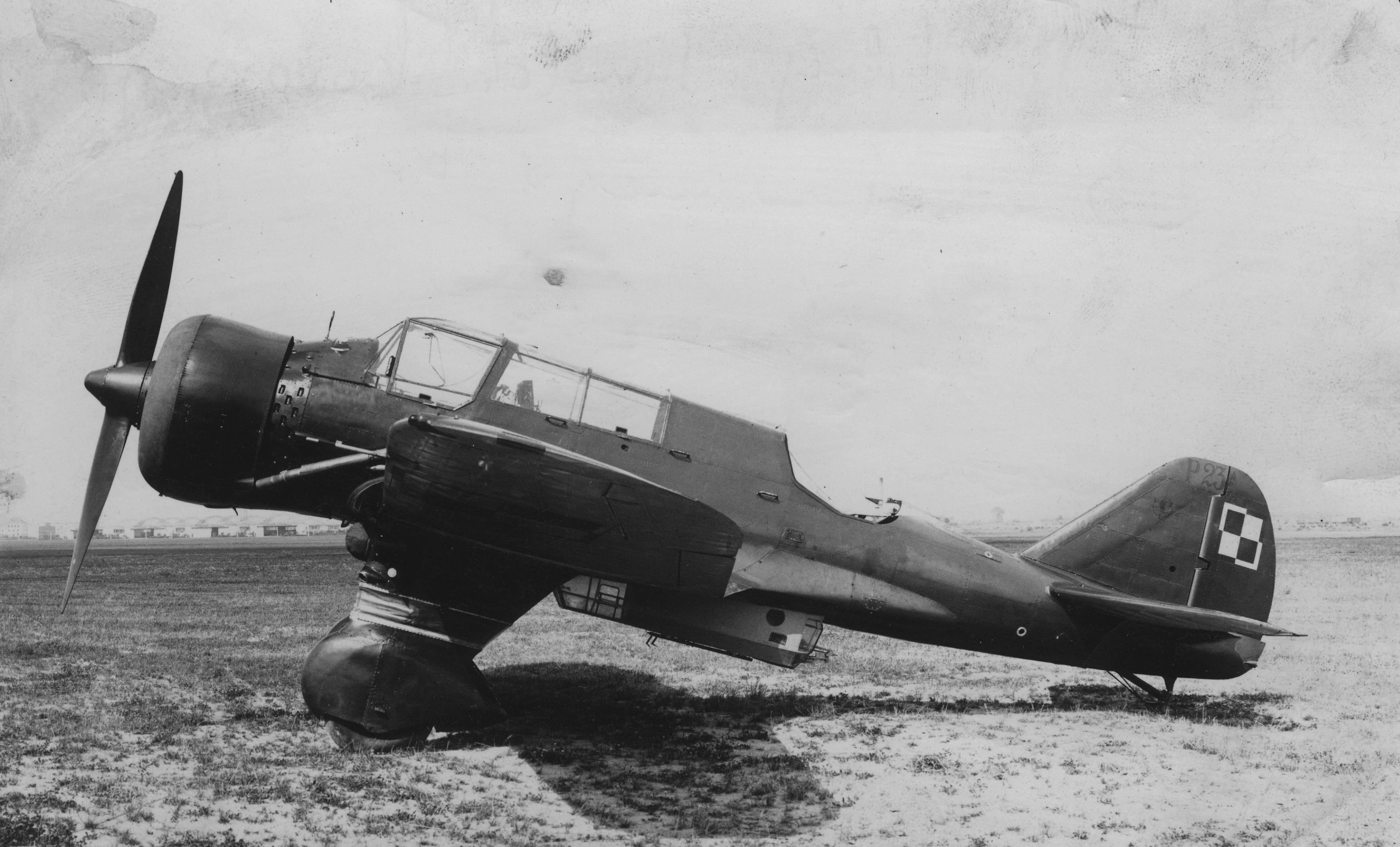
Il PZL.23A di produzione in serie.

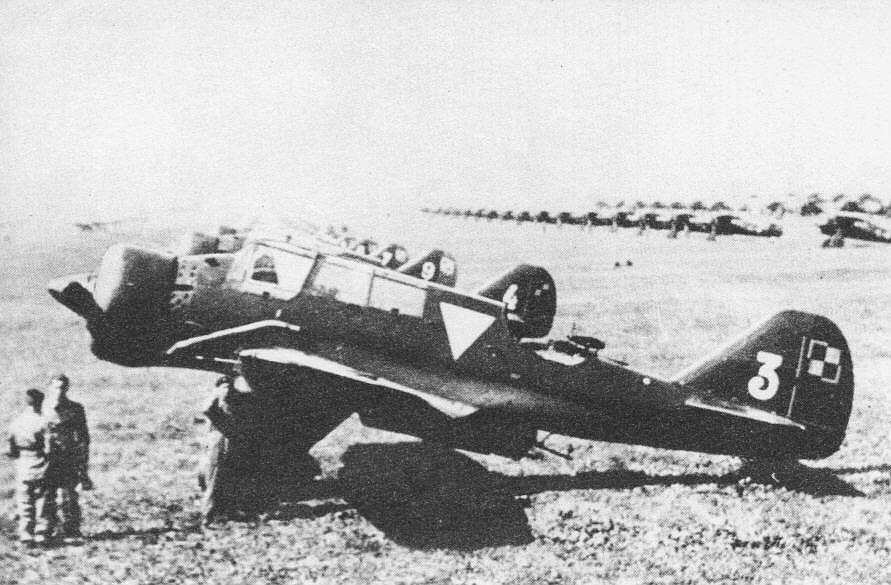
Il PZL.23A Karaś in sosta all'Aeroporto di Varsavia-Okęcie. In secondo piano, allineati, si notano i caccia PZL P.11 o PZL P.7.

Il primo lotto di quaranta PZL.23A iniziò ad essere consegnato ai reparti delle Siły Powietrznedurante gli ultimi mesi del 1936 tuttavia, a causa dell'inaffidabilità dell'impianto motore, gli esemplari vennero equipaggiati con doppio comando ed impiegati solamente nel ruolo di aereo da addestramento per la formazione dei nuovi equipaggi. I successivi PZL.23B, consegnati in 210 esemplari durante il 1937, divennero l'ossatura dei reparti di bombardamento e da ricognizione di prima linea andando a sostituire nel servizio gli oramai sorpassati biplani Breguet Bre 19, Potez 25 e Potez 27. Dall'agosto 1939 ci furono 23 incidenti che interessarono il modello e, benché fosse considerata una percentuale accettabile che non pregiudicava eccessivamente il suo indice di sicurezza, da quell'anno il PZL.23 venne considerato già obsoleto.
La più grave carenza riscontrata risultava essere la bassa velocità, tuttavia anche la mancanza di manovrabilità contribuiva a renderlo un velivolo superato. Fu notato tra l'altro che sebbene la velocità massima raggiungibile dal PZL.23B fosse di 365 km/h venne proibito ai suoi piloti di superare i 319 km/h, soglia che se oltrepassata poteva pregiudicare la capacità di controllo del mezzo.
Dal 1º settembre 1939, data in cui la Germania iniziò l'invasione della Polonia, per la necessità di schierare delle unità da contrapporre all'avanzata tedesca furono 114 i PZL.23B impiegati operativamente, mentre gli ulteriori 75 PZL.23B e 35 PZL.23A risultavano in carico alle scuole di volo o erano inquadrati come riserve o risultavano in riparazione. I PZL.23B vennero assegnati a cinque squadroni (Eskadra Bombowa) della Brigata Bombardieri e a sette squadroni di ricognizione aerea sotto il diretto comando dell'esercito, ognuno composto da 10 velivoli (altri squadroni della Brigata Bombardieri erano equipaggiati con i PZL.37 Łoś). Inoltre due PZL.43A ordinati dal Regno di Bulgaria vennero aggregati al 41º Squadrone.
Il 2 settembre 1939, un PZL.23B del 21º Squadrone riuscì a bombardare una fabbrica a Ohlau, prima azione bellica di bombardamento in territorio tedesco durante la seconda guerra mondiale. Gli squadroni di bombardamento equipaggiati con i PZL.23 furono impegnati in azioni di attacco contro le colonne di mezzi militari della Wehrmacht, specialmente il 3 settembre, mentre il principale compito degli Squadroni dell'esercito era la ricognizione.
Le limitate caratteristiche del modello, imputabili a bassa velocità ed alla mancanza di blindatura a tutela dell'equipaggio, pur collezionando qualche successo contro i velivoli avversari causarono perdite elevate, molti vennero abbattuti dai caccia della Luftwaffe. Circa 20 esemplari rimasero distrutti in fase di atterraggio. Durante il 1939 furono circa 120, l'86% del totale, i PZL.23 rimasti distrutti ma solamente 67 direttamente a causa di azioni di combattimento nemiche. Solo un numero limitato vennero distrutti negli aeroporti, il 14 settembre, durante l'unico attacco di successo della Luftwaffe su Hutniki, sede del Comando della Brigata Bombardieri.
Nessuno dei PZL.23 sopravvissuti venne utilizzato in Polonia dopo il termine del conflitto.

### Bulgaria
Nel 1937 la Vozdusc'ni Voiski (elevata al rango di forza aerea nel 1934) acquistò nuovo equipaggiamento grazie ai fondi personali messi a disposizione dal Re Boris III. In Germania furono acquistati caccia Heinkel He,51 e Arado Ar.65, bombardieri Dornier Do.11 e ricognitori Heinkel He.45. Il potenziamento proseguì nel 1938, con l'acquistò di 14 caccia PZL P.24B, 12 PZL P.24G e 12 bombardieri leggeri PZL P.43 Karas, tutti di produzione polacca. Contemporaneamente gli allievi più promettenti della Reale Scuola Militare per Piloti da Caccia furono inviati a perfezionarsi in Germania, Italia e Polonia. Il costo di ogni PZL.43 Karas fu pari a 240.000 zloty.
Il modello PZL.43 destinato alla Bulgaria differiva dal similare polacco PZL.23 Karaś B per avere un potente propulsore radiale Gnôme-et-Rhône GR.14Kirs erogante 930 hp (694 kW), migliore sistemazione per l'equipaggio, ed armamento aumentato installando una seconda mitragliatrice anteriore. In Bulgaria gli aerei furono designati con il nome di Chaika. Le eccellenti prestazioni del PZL.43 Chaika indussero il governo bulgaro ad emettere, nel marzo 1938, un ordine per ulteriori 42 migliorati con l'installazione del propulsore Gnôme-et-Rhône GR.14N-01 da 980930 hp (731 kW), designati P.43A Chaika. Di questi ne vennero inviati in Bulgaria, entro l'agosto 1939, 33 esemplari. Dopo l'invasione tedesca della Cecoslovacchia, nel marzo 1939, visto il peggioramento della situazione politica europea, l'aeronautica militare polacca (Siły Powietrzne) propose di requisire gli aerei del secondo lotto bulgaro. Tale decisione dalle autorità militari polacche risultò imprevidente, ed il governo, impaurito dalle sanzioni penali previste dal contratto di vendita (in caso di mancata consegna si doveva risarcire per ogni aerei poco meno del controvalore di due, circa 440,000 zloty), decise di procedere con le consegne. Il primo PZL.43A Chaika arrivò in Bulgaria nel giugno 1939, mentre l'ultimo fu consegnato nel mese di agosto, pochi giorni prima dello scoppio della seconda guerra mondiale. Dei rimanenti aerei, allo scoppio della guerra, il 1º settembre 1939, otto erano pronti per la spedizione ed il nono in fase finale di montaggio. Questi velivoli furono requisiti dall'aeronautica militare polacca, ma solamente cinque sopravvissero all'iniziale bombardamento tedesco contro la fabbrica della Państwowe Zakłady Lotnicze. Gli aerei superstiti vennero consegnati al 41° Squadron polacco.
Nel 1940 il governo tedesco consegnò alla Bulgaria un lotto di 12 PZL.23 Karas e i due PZL.43A sopravvissuti che portarono il totale ricevuto a 48 aerei. Inizialmente gli aerei prestarono servizio presso tre Squadron (ognuno di 12 aerei) del 1. Lineen Orliak (1º Reggimento). Dal 1942 prestarono servizio presso il 1. Razuznawatelen Polk (1º Reggimento da Ricognizione) ed il 2. Lineen Polk (2º Reggimento). I PZL.43 Chaika vennero usati soprattutto per l'addestramento, anche se parteciparono ad azioni antipartigiane in Macedonia tra il 1943 ed il 1944. Molti di loro andarono persi in volo, soprattutto a causa della difficoltà nell'ottenere le parti di ricambio. Nel 1944 i velivoli furono tolti dal servizio operativo e destinati totalmente all'addestramento, attività che svolsero fino al 1946.

### Germania
Dopo la fine della campagna contro la Polonia del settembre 1939, i tedeschi catturarono alcuni tipi di aerei polacchi. La maggior parte di loro risultavano danneggiati o distrutti, ma approssimativamente cento aerei erano ancora adatti all'uso. I tedeschi si impadronirono di alcuni PZL.23 e solamente due cacciabombardieri PZL.43A, matricole 1737 e 1740.
La matricola 1737 fu consegnata alla Bulgaria nella prima metà del 1940, assieme a 12 esemplari di PZL.23. L'esemplare 1740 fu riparato e collaudato a Mielec, prima di ricevere insegne tedesche. L'aereo venne quindi trasferito al centro sperimentale di Rechlin per essere esaminato in volo. Il pilota incaricato dei collaudi fu Otto Winkler. Al termine dei collaudi, nell'ottobre 1940, il velivolo fu consegnato alla Bulgaria.

### Romania
Almeno 11 PZL.23B e circa 20 PZL.23A ripararono in Romania a seguito dell'ordine impartito dall'Alto Comando polacco, prima della capitolazione. Gli aerei vennero requisiti dal governo rumeno ed entrarono in servizio presso la Forțele Aeriene Regale ale României, ed ebbero impiego bellico contro l'URSS nel corso delle prime fasi dell'Operazione Barbarossa, nel giugno 1941.

## Versioni e varianti
PZL.23/I
primo prototipo.
PZL.23/III
prototipo della versione bombardiere leggero.
PZL.23A
prima versione bombardiere leggero avviata alla produzione in serie.
PZL.23B
sviluppo del PZL.23A dal quale differiva per una diversa motorizzazione.
PZL.42
prototipo non avviato alla produzione in serie, nuova variante bombardiere leggero, sviluppo del PZL.23B dal quale differiva per l'adozione di un impennaggio bideriva e un pozzetto a scomparsa.
PZL.43
versione bombardiere leggero destinata all'esportazione.
PZL.43A
versione da esportazione, sviluppo del PZL.43 dal quale differiva per una diversa e più potente motorizzazione.

## Utilizzatori
Bulgaria
- Vazhdushnite na Negovo Velichestvo Voiski[3]

 Polonia
- Siły Powietrzne

 Romania
- Forțele Aeriene Regale ale României[4]

## Esemplari attualmente esistenti
Ad oggi non è rimasto nessun esemplare del P.23 Karaś